# 竹尾茂
竹尾 茂（たけお しげる、1852年2月24日（嘉永5年2月5日）- 1937年（昭和12年）1月16日）は、明治期の農業経営者、政治家。衆議院議員、福井県会議長、福井県大野郡上庄村長。旧姓・真柄（まから）。

## 経歴
越前国大野郡猪ノ島村（福井県大野郡上庄村を経て現大野市）で、真柄重右衛門の二男として生まれた。1873年（明治6年）7月、同郡稲郷村（上庄村を経て現:大野市）の旧家・故竹尾五右衛門の婿養子となり、その長女はま と結婚した。農業を営む。
1881年（明治14年）4月、福井県設置初の県会議員選挙で当選し、1899年（明治32年）9月まで通算6期在任した。この間、同議長（第5代1885年11月-12月）、同副議長（第6代1885年12月-1887年12月、第13代1892年11月-1893年9月）も務めた。また、上庄村長に3度在任（1891年4月-1892年1月、1892年11月-1894年8月、1904年8月-1906年6月）した。
1894年（明治27年）3月、第3回衆議院議員総選挙（福井県第1区）で当選し、第4回総選挙でも再選され、衆議院議員に連続2期在任した。
竹尾は、県政界で杉田定一と対立し、竹尾派と杉田派は抗争を続けたが、1907年（明治40年）の議員涜職事件によって竹尾派は勢力を失った。しかし事件そのものは、1908年（明治41年）12月、名古屋控訴院で無罪の判決が出ている。
実業界では、福井県農工銀行頭取を務めた。

## 国政選挙歴
- 第1回衆議院議員総選挙（福井県第1区、1890年7月、自由党）次点落選[5]
- 第2回衆議院議員総選挙（福井県第1区、1892年2月、無所属）落選[5]
- 第3回衆議院議員総選挙（福井県第1区、1894年3月、自由党）当選[5]
- 第4回衆議院議員総選挙（福井県第1区、1894年9月、自由党）当選[6]
- 第13回衆議院議員総選挙（福井県郡部、1917年4月、無所属）次点落選[7]

## 福井県会選挙歴
- 1881年4月当選（1期）[8]
- 1884年6月当選（2期）[8]
- 1887年12月当選 – 1888年12月県会解散（3期）[8]
- 1889年1月当選 – 1890年3月半数改選抽選退職（4期）[8]
- 1891年8月当選 – 1894年3月辞職（5期）[8]
- 1898年7月当選 – 1899年9月府県制改正退職（6期）[8]

## 親族
- 三女 武者小路ふさ子（ふさを、武者小路実篤の妻）[1]
- 四女 園池茂子（子爵園池公致の妻）[1]